# 欧日地区勒泰伊
欧日地区勒泰伊（法語：Le Theil-en-Auge，法語發音：[lə tɛj ɑ̃.n‿oʒ] ⓘ）是法国卡尔瓦多斯省的一个市镇，属于利雪区。

## 地理
欧日地区勒泰伊（49°20'51"N, 0°14'52"E）面积2.78 平方千米，位于法国诺曼底大区卡爾瓦多斯省，该省份为法国西北部沿海省份，北濒大西洋英吉利海峡，东北与滨海塞纳省以海上边界相接，东临厄尔省，南至奧恩省，西与芒什省接壤。
与欧日地区勒泰伊接壤的市镇（或旧市镇、城区）包括：富尔讷维尔、热讷维尔、圣伯努瓦代贝尔托、圣加蒂安德布瓦。

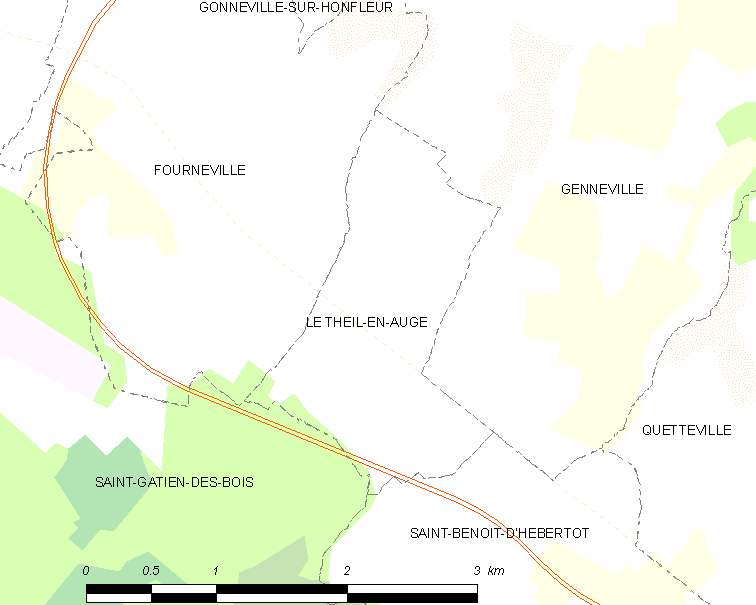
欧日地区勒泰伊的OSM定位图

欧日地区勒泰伊的时区为UTC+01:00、UTC+02:00（夏令时）。

## 行政
欧日地区勒泰伊的邮政编码为14130，INSEE市镇编码为14687。

## 政治
欧日地区勒泰伊所属的省级选区为翁弗勒尔-多维尔县。

## 人口

1962-2008年间欧日地区勒泰伊人口变化图示

欧日地区勒泰伊于2022年1月1日时的人口数量为197人。